# Microsoft Fingerprint Reader

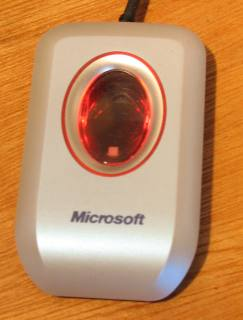
Microsoft Fingerprint reader

De Microsoft Fingerprint Reader is een vingerafdruklezer, die door Microsoft wordt verkocht en die normale wachtwoorden met een vingerafdruk van een gebruiker voor het gemak vergroot. Het apparaat is gelanceerd op 4 september 2004 en vereist Windows XP of Windows Vista. Voor de 64-bit versies van voorgenoemde Windows bestaan echter geen stuurprogramma's.
Volgens Microsoft is het apparaat niet bedoeld om gevoelige informatie mee te beveiligen, maar meer om het inlogproces voor onder meer websites te vereenvoudigen en het onthouden van wachtwoorden overbodig te maken. De communicatie tussen de computer en de lezer is dan ook niet versleuteld.